# Klaudia Kaczorowska
Klaudia Kaczorowska est une joueuse de volley-ball polonaise née le 20 décembre 1988 à Trzcianka. Elle mesure 1,83 m et joue au poste de réceptionneuse-attaquante. 

## Clubs
| Club                   | De        | À         |
| ---------------------- | --------- | --------- |
| MKS MDK Trzcianka      |           | 2002-2003 |
| PTPS Piła              | 2003-2004 | 2003-2004 |
| SMS PZPS Sosnowiec     | 2004-2005 | 2006-2007 |
| PTPS Piła              | 2007-2008 | 2009-2010 |
| Muszynianka Muszyna    | 2010-2011 | 2010-2011 |
| BKS Stal Bielsko-Biała | 2011-2012 | 2011-2012 |
| Atom Trefl Sopot       | 2012-2013 | 2015-2016 |
| KS Developres Rzeszów  | 2016-2017 | 2017-2018 |
| PTPS Piła              | 2018-2019 | 2018-2019 |
| PAOK Salonique         | 2019-2020 | …         |

## Palmarès
- Championnat de Pologne
  - Vainqueur : 2011, 2013.
  - Finaliste : 2008, 2015, 2016.
- Coupe de Pologne
  - Vainqueur : 2008, 2011, 2015.
  - Finaliste : 2013, 2016.
- Supercoupe de Pologne
  - Vainqueur : 2008.
  - Finaliste : 2012, 2013, 2015.
- Coupe de la CEV
  - Finaliste : 2015.